# Син Божји (филм)
Син Божји (енгл. Son of God) амерички је филм из 2014. у режији Кристофера Спенсера. Радња прати причу о Исусу Христу и представља наставак мини-серије Библија, док радњу филма прати мини-серија После Христа. Глумачку поставу предводи Диого Моргадо.
Филм је добио позитивне рецензије од стране хришћанских публикација, али углавном негативне критике од осталих критичара, који су га назвали „превише досадним”. Упркос томе, остварио је комерцијални успех, зарадивши преко 70 милиона долара у односу на буџет од 22 милиона. Први је хришћански филм који је приказао 20th Century Fox.

## Радња
Иако га је пригрлило на хиљаде следбеника и топло га дочекују тамо где дође, Исус Христ се суочава с онима који га критикују и изврћу његове речи како би се чинило да он делује против њихове вере. Они се брину да је добио превелику моћ и присиљавају Римљане да га пронађу и ухвате. Један од његових ученика, Јуда, издаје га и води их право до Исуса. На питање да ли је он Син Божји, Исус то признаје и оптужен је за богохуљење. Јуда касније жали шта је учинио, али је прекасно.

## Улоге
| Глумац          | Улога            |
| --------------- | ---------------- |
| Диого Моргадо   | Исус Христ       |
| Грег Хикс       | Понтије Пилат    |
| Ејдријан Шилер  | Кајафа           |
| Дарвин Шо       | Петар            |
| Себастијан Кнап | Јован            |
| Џо Вреден       | Јуда             |
| Сајмон Кунц     | Никодим          |
| Пол Марк Дејвис | Симеон           |
| Метју Гравел    | Тома             |
| Амбер Роуз Рева | Марија Магдалена |
| Рома Дауни      | Марија           |